# Isla de Sacrificios
Het Isla de Sacrificios is een eiland in de Golf van Mexico, niet ver van de stad Veracruz. Het eiland meet ongeveer 1000 bij 500 meter.
Voor de Meso-Amerikaanse volkeren was het eiland een heilige plaats, er vonden dan ook regelmatig mensenoffers plaats. Dit is ook hoe het eiland aan zijn naam kwam; toen de Spaanse veroveraar Hernán Cortés het eiland 1519 ontdekte trof hij sporen van mensenoffers en noemde het Eiland van de Offers, Isla de Sacrificios. Op het eiland zijn talloze archeologische vondsten gedaan, zo is er een Totonaakse tempel blootgelegd.
Tijdens de Gebakoorlog diende het eiland als uitvalsbasis voor de Fransen. De Franse slachtoffers van die oorlog zijn op het eiland onder een monument begraven. Het eiland werd wederom bezet in 1847, ditmaal door de Amerikanen.
In 1992 werden het eiland en de riffen eromheen tot nationaal park uitgeroepen.